# 네이선 코언
네이선 필립 코언(영어: Nathan Phillip Cohen, 1986년 1월 2일 ~ )은 뉴질랜드의 조정 선수이다.